# Сврачкови мравколовки
Сврачковите мравколовки (Thamnophilidae) са семейство птици от разред Врабчоподобни (Passeriformes).
Включва над 230 вида дребни птици със закръглени крила и силни крака, разпространени в Южна и Централна Америка, от северна Аржентина до южно Мексико. Повечето видове живеят в горите и се хранят с насекоми и други членестоноги.

## Родове
Семейство Thamnophilidae – Сврачкови мравколовки
- Подсемейство Euchrepomidinae
  - Euchrepomis
- Подсемейство Myrmornithinae
  - Myrmornis
  - Pygiptila
  - Thamnistes
- Подсемейство Thamnophilinae
  - Триб Microrhopiini
    - Microrhopias
    - Neoctantes
    - Clytoctantes
    - Epinecrophylla
    - Myrmorchilus
    - Aprositornis
    - Ammonastes
    - Myrmophylax

  - Триб Formicivorini
    - Myrmotherula
    - Terenura
    - Myrmochanes
    - Formicivora
    - Stymphalornis

  - Триб Thamnophilini
    - Dichrozona
    - Rhopias
    - Isleria
    - Thamnomanes
    - Megastictus
    - Herpsilochmus
    - Dysithamnus
    - Thamnophilus
    - Sakesphorus
    - Biatas
    - Cymbilaimus
    - Taraba
    - Mackenziaena
    - Frederickena
    - Hypoedaleus
    - Batara
    - Xenornis

  - Триб Pithyini
    - Pithys
    - Phaenostictus
    - Gymnopithys
    - Oneillornis
    - Rhegmatorhina
    - Phlegopsis
    - Willisornis
    - Drymophila
    - Hypocnemis
    - Sciaphylax
    - Cercomacroides
    - Cercomacra

  - Триб Pyriglenini
    - Myrmoderus
    - Hypocnemoides
    - Hylophylax
    - Sclateria
    - Myrmelastes
    - Poliocrania
    - Ampelornis
    - Sipia
    - Myrmeciza
    - Myrmoborus
    - Gymnocichla
    - Pyriglena
    - Rhopornis
    - Percnostola
    - Akletos
    - Hafferia